# Hercules van Monaco
Hercules Grimaldi (Monaco, 24 september 1562 — aldaar, 21 november 1604) was heer van Monaco van 1589 tot 1604. Hij was het tiende kind en de zesde zoon van Honorius I en Isabella Grimaldi.
Oorspronkelijk was Hercules voorbestemd om geestelijke te worden. In 1589 stierf zijn broer Karel echter kinderloos en ook zijn andere oudere broers waren al overleden. Hercules werd hierop de nieuwe heerser van Monaco.
Op 15 december 1595 huwde hij met Maria Landi. Het werd een kort maar gelukkig huwelijk. Het paar kreeg drie kinderen:
- Johanna Maria (29 oktober 1596 – december 1620); ∞ (10 oktober 1615) Giangiacomo Trivulzio (1596 – Pavia, 3 augustus 1656), graaf van Melzo en prins van Musocco
- Honorius (1597 – 1662), de eerste soevereine prins van Monaco
- Maria Claudia (19 januari 1599 – 1668)

Hercules werd in 1604 vermoord en zijn lichaam werd in zee geworpen.
Reinier I · Karel I, Anton, Reinier II en Gabriël · Lodewijk en Jan I · Lodewijk · Ambrosius en Jan I · Jan I · Catalanus · Claudine · Lambert · Jan II · Lucianus · Augustinus · Honorius I · Karel II · Hercules · Honorius II · Lodewijk I · Anton I · Louise Hippolyte · Jacobus I · Honorius III · Honorius IV · Honorius V · Florestan I · Karel III · Albert I · Lodewijk II · Reinier III · Albert II